# Kensuke Nebiki
Kensuke Nebiki (født 7. september 1977) er en tidligere japansk fodboldspiller.
Han har spillet for flere forskellige klubber i sin karriere, herunder Kashiwa Reysol og Vegalta Sendai.